# Método (música)
Em música, um método é um tipo de manual para um instrumento musical específico ou para um problema específico para tocar um determinado instrumento.
Um método normalmente contém gráficos de digitação ou tablaturas, etc., escalas e vários exercícios diferentes, algumas vezes também estudos simples, em tonalidades diferentes, em ordem crescente de dificuldade (= em progressão metódica) ou com um foco em aspectos isolados como fluência, ritmo, dinâmica, articulação e afins. Algumas vezes, há até mesmo partes de recital, também com acompanhamento. Tais métodos diferem-se de livros estudo pelo fato de serem entendidos como um curso linear para que o estudante siga, com orientação consistente, enquanto que os volumes de estudo não são tão compreensíveis.
Como os métodos instrumentais ordinários são destinados a funcionar como manuais que auxiliam o professor do instrumento (em vez de facilitar o auto-aprendizado), normalmente técnicas básicas ou especiais não são abordadas com profundidade. Instruções detalhadas a este respeito são encontradas apenas em métodos autodidáticos especiais.
Alguns métodos são adaptados especialmente para alunos em certo nível de habilidade ou de estágio de desenvolvimento psicossocial. E contraste, um método 'completo' (algumas vezes em vários volumes) é destinado a acompanhar o estudante até que ele ou ela se torne um instrumentista avençado.